# Vaan
Vaan (ヴァン?, Van) è il personaggio principale di Final Fantasy XII e protagonista del suo diretto sequel Final Fantasy XII: Revenant Wings. Secondo i creatori del videogioco, un protagonista giovanile ed inesperto avrebbe reso il videogioco più interessante, ecco perché, pur non ricoprendo un ruolo significativo, la storia è vissuta dal suo punto di vista. Venne aggiunto al videogioco nelle ultime fasi dello sviluppo, sostituendo Basch von Ronsenburg, il protagonista originale.
Sebbene sia il protagonista il gioco viene suddiviso in due parti, con due protagonisti diversi: la Prima Parte ha come protagonista Vaan, mentre nella Seconda Parte è Ashe la protagonista e il ruolo di Vaan diventa marginale.

## Il personaggio

### Aspetto
Vaan è un ragazzo giovane, ma molto sviluppato. Il suo è un fisico è tipico di chi passa molto tempo allenandosi in luoghi angusti ad ammazzare topi giganti o fuggendo dalle autorità dopo aver compiuto piccoli furti nei quartieri alti. Come quasi tutti i Dalmaschi, Vaan è abbronzato con capelli color sabbia; come il fratello Reks, inoltre, ha una piccola macchia di pelle più chiara sotto l'occhio sinistro. Poiché Rabanastre è una città costruita in mezzo a un deserto, gli abiti che indossa rispecchiano il clima di quell'area: indossa un semplice gilet nero tenuto insieme da un grosso pendaglio posto intorno al collo, pantaloni neri tenuti da una cintura rossa e calza guanti e stivali di metallo completi di gambali. In Final Fantasy Tactics A2 il suo abbigliamento è identico, con l'aggiunta di una camicia sotto il gilet.

### Carattere e personalità
Vaan vive una vita di stenti nella città bassa di Rabanastre, ma è una figura di riferimento per molte persone, in particolare per i bambini con cui vive: assume un ruolo che equivale a quello di un fratello maggiore per gli orfani di guerra come lui e i soldi che ruba o che guadagna lavorando nella bottega del Bangaa Migelo servono soprattutto per mantenerli. Molti bambini, in particolare Kytes e Philo si ispirano ai suoi ideali. Vaan è anche molto protettivo verso Penelo, sua amica del cuore. Spesso lui ruba alle guardie o si caccia nei guai e Penelo è sempre lì a sgridarlo per la sua immaturità, tuttavia egli è come visto il leader dei suoi amici che vivono nei bassifondi. Benché viva nei bassifondi, il suo sogno è di poter solcare i cieli su un'aeronave e diventare un aviopirata.
Per diventare un buon combattente, si allena periodicamente uccidendo i ratti mannari nei canali di Garamsythe, guadagnandosi il soprannome di "Ammazzatopi" da parte del vecchio Dalan. Nonostante la sua personalità maturi leggermente durante il gioco, Vaan è caratterialmente aperto, ma un po' ingenuo: lo dimostra il fatto che, nel momento più sbagliato, chieda tranquillamente a Fran quanti anni abbia, col risultato di offenderla pesantemente. La sua ingenuità è dovuta al fatto che ha sempre vissuto a Rabanastre e non ha mai viaggiato per il mondo, infatti durante i suoi viaggi maturerà e in Final Fantasy 12: Revenant Wings dimostra di essere più maturo ma la sua natura spericolata non l'ha mai persa.
Il motivo principale per cui vuole diventare un aviopirata è legato al ricordo di suo fratello Reks, morto a causa del tradimento di un suo superiore, ricordo di cui vuole liberarsi per non vivere nel passato. Alla fine, continuando a perseguire il suo sogno, Vaan riesce a diventare un aviopirata e a solcare i cieli con una propria aeronave. Per due anni ha creduto che Bash fosse il responsabile della morte del fratello e ha provato un profondo odio verso il capitano che quando lo ha incontrato non è riuscito a controllarsi dalla rabbia aggredendolo, tuttavia una volta scoperta la verità si scuserà con Bash e lo vedrà come un mentore e riporrà tutto il suo odio verso l'Impero di Archadia, veri responsabili della morte di Reks.

## Biografia

### Passato
Vaan nacque nell'anno 689 Alto Valediano nella città di Rabanastre nel Regno di Dalmasca. Nel 701 Alto Valediano entrambi i suoi genitori morirono a causa della peste. Insieme a suo fratello maggiore Reks, iniziò a sopravvivere per strada.
Vaan, Reks e altri orfani che hanno perso i genitori per colpa della peste, furono aiutati da una loro amica e dalla sua famiglia, Penelo. Qualche anno più tardi scoppiò una guerra tra l'impero di Rozaria e l'impero di Archadia per il dominio su Ivalice. Il Regno di Dalmasca venne assediato da Archadia. I genitori di Penelo morirono durante la guerra. Penelo, Vaan, Reks e tutti gli altri orfani furono adottati dal Bangaa Migelo.

### Final Fantasy XII
Durante la guerra tra Dalmasca e Archadia, Reks si arruolò nell'esercito Dalmasco. Quando il gruppo di Reks viene assegnato a Basch von Ronsenburg per impedire che il Re Raminas firmasse il documento con il quale cedeva Dalamasca all'impero, viene ucciso dal fratello di Basch: Gabranth von Ronsenburg, travestito da Basch von Reosenburg fece ricadere la colpa su di lui per l'omicido del Re di Dalmasca. Dalmasca divenne così parte dell'impero e Vaan, Penelo insieme a tutti gli altri orfani compresi alcuni cittadini furono costretti a trasferirisi nella Città Bassa di Rabananstre.
Due anni dopo, Vaan, Penelo e i bambini orfani svolgevano lavoretti per conto del loro padre adottivo. Vaan sognava di diventare un aviopirata e di pilotare un'aeronave e visitare il Mondo. Vaan oltre a svolgere dei lavoretti per Migelo si allenava nelle fogne di Rabanstre uccidendo ratti per allenarsi e migliorare nel combattimento tanto da guadagnarsi il soprannome di: Ammazzaratti; inoltre Vaan di tanto in tanto riusciva a rubare i portafogli dei soldati imperiali. Penelo non apprezzava tale attività, perché, prima o poi l'avrebbero catturato.
Un giorno Vaan si stava allenando, come al solito nelle fogne di Rabanastre, insieme a un suo amico orfano, Kytes. Successivamente mentre si trovava al mercato riuscì a sottrarre i portafogli dei soldati. Un giorno venne colto in flagranza da Penelo che, come al solito, lo rimproverò. Vaan gli spiegò che, secondo lui, il denaro apparteneva al popolo di Dalmasca e non ai soldati imperiali. Successivamente si recò da Migelo che gli affidò un compito: rintracciare Tomaj per un carico che aveva ordinato. Vaan si recò pertanto nella taverna più famosa di Rabanastre. Una volta rintracciato, Tomaj gli spiega il motivo per cui la merce di Migelo non è ancora arrivata: un mostro nel Deserto a Est di Dalmasca sta bloccando la sua merce, inoltre dice che chi riuscirà a sconfiggere quel mostro verrà pagato. Vaan naturalmente accetta perché la vede come una prova per dimostrare i suoi allenamenti. Vaan si reca nel Deserto e affronta il mostro sconfiggendolo.
Tornato a Rabanastre, Vaan vede che i soldati hanno bloccato l'entrata della città a seguito della parata del nuovo sovrano di Rabanastre. Vaan cerca di convincere i soldati a farli passare ma invano. Successivamente arriva Migelo e riesce a convincere i soldati a far passare la gente. Vaan e Penelo corrono verso la parata per vedere il nuovo Console: Vayne Solidor. Giunto nella piazza più grande della città, Vayne comincia il suo discorso riuscendo a catturare la simpatia del popolo, ma Vaan e Penelo non ci cascarono. Finita la parata, Vaan e Penelo passeggiano discutendo sul discorso del Console. Successivamente Penelo lascia Vaan perché aveva dei lavoretti da svolgere nella Città Bassa, precisamente nella casa di Dalan: vuole introdursi nel Palazzo Reale per recuperare oggetti che i soldati imperiali hanno rubato al popolo di Dalmasca. Dalan spiega che esiste un passaggio segreto per entrare nel palazzo, ma per raggiungere la tesoreria gli spiega che serve una particolare pietra realizzabile solo dalla Tribù Nomade, tribù che vive nella Pianura di Giza. Vaan lascia Rabanastre e raggiunge la Pianura di Giza per creare la pietra.
Trovato il villaggio dei nomadi vi trovò Penelo. La donna gli spiegò che a volte si recava in quel villaggio per aiutare gli abitanti. Vaan spiega alla comunità che gli serviva una certa pietra, così Penelo decide di aiutarlo. Un abitante del villaggio spiega ai ragazzi che un bambino della tribù stava creando quella pietra, così si diressero nella Pianura. Vaan e Penelo trovarono il bambino, ma quest'ultimo gli spiegò che non riusciva a tornare al villaggio perché i mostri della pianura lo avevano ferito. Vaan spiega al bambino il motivo per cui lo ha cercato; il bambino spiega a Vaan come creare la pietra e la consegna a Vaan, avvisandolo che è necessario riempirla di magia: per riempirla Vaan e Penelo si devono dirigere in diversi punti della Pianura, dove sono presenti determinate pietre in grado a loro volta di riempire di magia la pietra principale. Vaan e Penelo affrontano i mostri della Pianura e alla fine riescono a riempire la pietra di magia e a ritornare a Rabanastre.
Vaan saluta Penelo e ritorna da Dalan che gli spiega cosa deve fare una volta dentro il palazzo. Vaan si reca nelle fogne di Rabanastre e raggiunge il palazzo. Qui riesce ad aggirare le guardie e a giungere nella stanza del tesoro, dove incontra i due aviopirati Balthier e Fran. Vaan non lo sapeva, ma dei ribelli avevano attaccato la fortezza, così è costretto a scappare, anche se Balthier e Fran vogliono la pietra che possedeva. Vaan viene salvato da Balthier e Fran e finiscono nelle fogne di Rabanastre.
Nelle fogne incontrano Amalia, una ragazza braccata dai soldati imperiali. La salvano ed insieme cercano l'uscita dalle fogne, ma vengono intercettati e catturati. Vaan insieme a Balthier e Fran cercano un modo per evadere. In prigione i protagonisti incontrano Bash che, per evadere, chiede di unirsi al gruppo. Vaan seppur con disprezzo lo libera. I quattro si ritrovano nelle gallerie di Barheim, dove affrontano la regina dei Mimik. Usciti dalle gallerie si ritrovano nel deserto est di Dalmasca, dove raggiungono poi Rabanastre.
Ritornati a Rabanastre, Vaan scopre che Penelo nel frattempo è stata rapita dal giudice Ghis. Insieme a Balthier, Fran e Bash decidono di andare a salvare la ragazza sul leviatano del giudice. Dopo aver sconfitto numerosi nemici giungono alle prigioni del leviatano, dove incontrano un certo Vossler che si unisce al gruppo. Vossler comunica al gruppo che la principessa Ashe, in precedenza conosciuta con il nome di Amalia, è tenuta prigioniera. I ragazzi liberano Ashe e incontrano Penelo e Larsa che decide di aiutarli. Mentre si dirigono verso la via d'uscita s'imbattono nel giudice Ghis che sconfiggono.
Il gruppo dopo essere fuggito dalle grinfie di Ghis, decide di aiutare Ashe per riconquistare il trono di Dalmasca. Ashe spiega che per riappropriarsi del trono deve avere la prova che lei è la discendente e legittima sovrana di Dalmasca. La principessa, spinta dalle visioni di Rasler, si cimenta nella raccolta delle reliquie di Raithwall, il Re Dinasta, per dimostrare il suo sangue reale. Il Frammento d'aurora, è una forma di magilite chiamata Negalite. Il gruppo decide di viaggiare verso la tomba di Raithwall per recuperare la pietra. Superano il deserto ovest di Dalmasca fino ad arrivare nel mare dei sabbia popolato dagli Urutan Yensa, umanoidi abitanti del luogo. Giunti alla Tomba di Raithwall sfidano il mostro Garuda sconfiggendolo. Una volta entrati nella tomba affrontano le diverse trappole fino a scontrarsi con il guardiano. Un esper di nome Belias. Sconfitto il guardiano recuperano la pietra e lui e Ashe vedono lo spirito del principe Rasler. Sul luogo giunge Ghis con l'aeronave che cattura tutto il gruppo. Ghis per accertarsi dell'autenticità della pietra e dei suoi mitici poteri conduce un piccolo esperimento che si rivela fatale: la Negalite distrugge il Leviathan, Ghis, e la sua flotta. Il gruppo riesce a sfuggire all'esplosione grazie ad una piccola aeronave della flotta.
Quattro giorni la distruzione della flotta, Ashe si rende conto anche dimostrando la sua discendenza non può affrontare l'Impero di Archadia. Così la principessa decide di recuperare gli altri due manufatti del Re Dinastia e a sua volta sfruttare il potere del Frammento d'Aurora. Il gruppo decide di recarsi dai Garif che hanno un legame col mystes. Superano la Pianura di Giza durante il periodo delle piogge, dopodiché entrano nel continente Kerwon arrivando alla Pianura di Ozmone per poi giungere a Jahara il villaggio dei Garif. Qui scoprono che la negalite dopo l'esplosione si è completamente esaurita e che nemmeno i Garif non sanno come sfruttarla. Sul luogo giunge Larsa che propone ad Ashe di recarsi a Bur-Omisace per farsi riconoscere dal Gran Kiltias la sua discendenza. Prima della partenza, Vaan rivela ad Ashe di aver visto Rasler e i due cominciano a parlare intimamente; il ragazzo rivela che lui vuole diventare un aviopirata per fuggire dal suo passato per non accettare la morte di suo fratello.
Il giorno dopo partono per la montagna sacra, accompagnati da Larsa. Il gruppo attraversa la Pianura di Ozmone per poi entrare nella Giungla di Golmore, ma a metà strada trovano una barriera magica che impedisce loro di proseguire. Fran rivela che la magia è frutto di sua sorella Mjrn e fa entrare i suoi amici nel villaggio nascosto delle Viera per cercare la sorella. Il gruppo viene accolto negativamente dalle viera che sono scettici verso le altre razze ma alla fine la capo viera aiuta il gruppo rivelando dove possono trovare Mjrn, ovvero, nelle Miniere di Henne. Il gruppo ritorna nella pianura di Ozmone per entrare nelle miniere, dove trovano cadaveri di soldati imperiali. Entrati nel cuore delle miniere vi trovano Mjrn ma allo stesso tempo anche il drago leggendario Tiamath. Il gruppo affronta la bestia riuscendo a sconfiggerla, dopodiché trovano la viera che si scopre essere posseduta da qualcosa per colpa della negalite artificiale presa dai soldati imperiali e così facendo ha risvegliato il drago. Il gruppo ritorna con Mjrn al villaggio viera e il passaggio è finalmente sgombro salutando le viera. Nella giungla però devono affrontare anche il più antico drago di Ivalice, risvegliatosi dal sonno per colpa loro che sono intrusi. Sconfitto il drago antico escono dalla giungla giungendo alle Gole di Paramina. Superato questo luogo gelido e insidioso giungono finalmente a Bur-Omisace.
Il gruppo ottiene udienza dal Gran Kiltias Anastasis e questi rivela ad Ashe che l'unico modo per distruggere la Negalite completamente è ottenere la Spada dei Re. Anastasis rivela che la spada si trova al Tempio di Miriam nelle Gole di Paramina. Il gruppo affronta le insidie del tempio per poi affrontare l'esper Mateus riuscendo a sconfiggerlo e ottenere anche il suo potere come Belias. Ashe recupera la spada dei Re e usciti dal tempio scoprono che Bur-Omisace è stata attaccata dall'impero. Il gruppo ritorna alla montagna e scoprono che Anastasis è stato ucciso dal Giudice Bergam e che Larsa è stato costretto a tornare ad Archades. Il gruppo affronta il giudice riuscendo ad ucciderlo. Dopo aver salvato la montagna sacra il gruppo decide di recarsi ad Archades per recuperare l'altra negalite per distruggerla definitivamente con la spada dei re.
Il gruppo viaggia nuovamente ritornando nel Regno di Dalmasca, dopodiché si reca alla Fortezza di Nalbina per poi addentrarsi sui Monti Mosfora entrando poi nel Bosco di Salika. Nel bosco aiutano un gruppo di Moguri ad aggiustare la porta che conduce alla Costa di Phon. Il gruppo giunto sulla costa arriva al campo dei cacciatori e scoprono che Balthier è il figlio del Dottor Cid, ovvero colui che possiede la Negalite ad Archades. Inoltre scoprono che lui in passato era un Giudice e che ha deciso di lasciare l'impero per vivere libero. Il gruppo continua a viaggiare e giunge alla prateria di Tchita per poi entrare nel Palazzo di Sochen. Qui affrontano in primis un gruppo di mandragole ricercate richieste da un nobile di Archades, successivamente affrontano il fantasma Alyman e finalmente escono dal palazzo giungendo alla Vecchia Archades.
Giunti alla vecchia Archades scoprono che per entrare nella Nuova Archades devono avere informazioni valide, così si fanno aiutare da un vecchio amico di Balthier che li aiuta ad entrare in città, dopodiché fa in modo che le guardie non li trovano per poi portarli al Laboratorio Draklor. Qui scoprono che il laboratorio è sotto assedio da un misterioso individuo e giunti in cima s'imbattono nell'aviopirata Reddas, responsabile dell'assalto al laboratorio. Il gruppo si unisce al pirata e affrontano il Dottor Cid scoprendo che lui si è alleato con una sorta di spettro di nome Venat. Il dottor Cid fugge sfidando il gruppo a seguirlo fino a Giruvegan, la città antica, dove ha incontrato Venat.
Il gruppo parte verso l'antica città Giruvegan attraversando tutta Ivalice ritornando alla Giungla di Golmore, dove trovano il passaggio verso la Foresta Stregata. Qui affrontano le diverse creature per poi affrontare il mostro Rafflesia, dopodiché giungono nel cuore della foresta, dove arrivano di fronte alla porta della città e grazie all'Esper Belias riescono ad aprirla. La città è ricca di mystes molto denso e di mostri ritenuti leggendari. Qui il gruppo si fa strada nella città antica affrontando i guardiani per poi entrare dentro un enorme Cristallo. Il luogo è un labirinto ma alla fine riescono a trovare la strada giusta e si ritrovano al cospetto dell'Esper Shemhanzai. Dopo averlo sconfitto e ottenuto il suo potere il gruppo riesce a ottenere udienza dagli Occuria, ma solo Ashe ha il privilegio di vederli e parlare con loro. La principessa ha ottenuto la Spada del Patto e l'ubicazione della Crisalide, la fonte di energia che ha dato origine alla Negalite. Il gruppo si rende conto che Cid gli ha colto una trappola con lo scopo che essi ottenessero la spada per utilizzarla contro la Crisalide. Il gruppo, accompagnato dall'aviopirata Reddas, si recano al Faro di Ridorana, dove è custodita la Crisalide. Il gruppo giunge sull'isolotto del faro, dove attraversa le rovine della città per poi giungere dentro il faro: qui sale i vari piani, affrontando molte creature, tra le quali i guardiani del faro e l'esper Hashmal. Giunto in cima trova la Crisalide, dove li attende Gabranth, che affronta il gruppo venendo sconfitto, dopodiché giunge Cid accompagnato da Venat che affronta il gruppo nuovamente scatenando la sua negalite artificiale evocando Famfrit. Alla fine Cid viene definitivamente sconfitto e ucciso, ma la Crisalide è sul punto di esplodere a causa dell'influsso della negalite artificiale. Reddas decide di sacrificarsi distruggendola definitivamente e dando tempo agli altri di fuggire.
Tornati a Balforheim scoprono che Vayne ha attivato la fortezza volante Bahamut per cominciare la guerra contro Rozaria e il campo di battaglia è Dalmasca. Il gruppo grazie alla Strahl si reca verso la fortezza e grazie al supporto dello zio di Ashe riescono ad atterrare nella fortezza e all'interno si fanno strada affrontano i soldati per raggiungere Vayne. Il gruppo viene raggiunto da Gabranth che li affronta nuovamente ma viene sconfitto ancora, dopodiché il gruppo raggiunge finalmente Vayne che lo affrontano venendo supportati da Larsa e Gabranth, quest'ultimo redento dalle parole del fratello Bash. Lo scontro è molto arduo e Vayne grazie alla Negalite artificiale aumenta sempre di più le sue forze e il suo aspetto e durante lo scontro ferisce mortalmente Gabranth. Alla fine il gruppo sconfigge Vayne.

### Final Fantasy Tactics A2: Grimoire of the Rift
Anni dopo, Vaan e Penelo ormai sono dei Aviopirati esperti grazie alle loro mille avventure e viaggiano per il mondo insieme. Durante le loro avventure due impostori si spacciano per loro due tentando di assassinare il barone Jylland. Con questa cosa i veri Vaan e Penelo vengono braccati per un crimine che non hanno commesso. Un ragazzo di nome Luso accetta la missione di affrontarli ma alla fine Vaan e Penelo si recano sul luogo rivelando la verità e arrestano gli impostori. Dopodiché Vaan si unisce al Clan Gully dopo che Al-Cid Magrance consegna una lettera a Luso e Adelle con l'ordine di darla a Vaan, dove ha informazione su Khamja. Vaan si reca in delle rovine a nord della città di Fluorgis, ma viene salvato dal Clan Gully con l'aiuto di Penelo. I due rivelano che hanno sempre lavorato per Khajma e decidono di unirsi al clan.

## Abilità
Vaan è un ladro molto abile. È in grado di sottrarre il denaro ai soldati, anche se poi viene scoperto, ma riesce sempre a fuggire. Si è dimostrato un ottimo combattente con le spade, ma riesce a combattere con altre armi. Vaan ha dimostrato una straordinaria resistenza, velocità e forza negli scontri, infatti all'interno del clan centurio è il combattente più forte del gruppo, visto che insieme alla sua squadra è riuscito a sconfiggere sia mostri molto potenti sia per avere sconfitto Yiazmat, cosa che nessuno era mai riuscito a fare. Man mano che accetta incarichi, diventa sempre più forte. Vaan non usa la magia, ma è in grado di impararla. È estremamente versatile e scala rapidamente tutti i parametri via via che sale di livello. È particolarmente indicato per mix di personaggi magici e fisici. Essendo il miglior personaggio in quanto a Vigore, è considerato il "Difensore" del gruppo.

### Apoteosi
Le Apoteosi sono abilità innate possedute da ogni individuo, basta saperle utilizzare. Vaan come i suoi compagni, può utilizzare tre tipi di Apoteosi di potenza diversa. Man mano che viaggia per Ivalice affrontando diversi nemici riesce a sbloccare queste abilità che man mano riesce a controllare.
- Apoteosi di livello 1: Spirale Rossa (レッドスパイラル?, Reddo Supairaru)

Prima apoteosi di Vaan. Il nemico viene avvolto da vortici rossi e blu che circondano il bersaglio in una specie di tornando venendo colpito ripetutamente dai vortici di energia.
- Apoteosi di livello 2: Abisso Profondo (ディープハザード?, Dīpu Hazādo)

Seconda apoteosi di Vaan. Questi comincia a girare su sé stesso creando un enorme tornando scagliandosi contro il nemico.
- Apoteosi di livello 3: Collisione Cremisi (メルトクリムゾン?, Meruto Kurimuzon)

Apoteosi finale di Vaan. Circonda i pugni di due enormi sfere di energia infuocate. Uno la scaglia in alto sopra il nemico e l'altra colpisce la precedente sfera creando un'esplosione di una supernova.

### Evocazione Esper
Vaan nonostante non sia un mago può evocare un esper come tutti gli altri membri del gruppo. Dopo aver sconfitto un esper lo si deve assegnare alla sua scacchiera e in base al livello di mystes lo si può evocare. Quando l'esper compare gli altri membri del party scompaiono e rimane solamente l'evocatore e l'esper.